# Pherotesia gaviota
Pherotesia gaviota là một loài bướm đêm trong họ Geometridae.